# Subclonaje

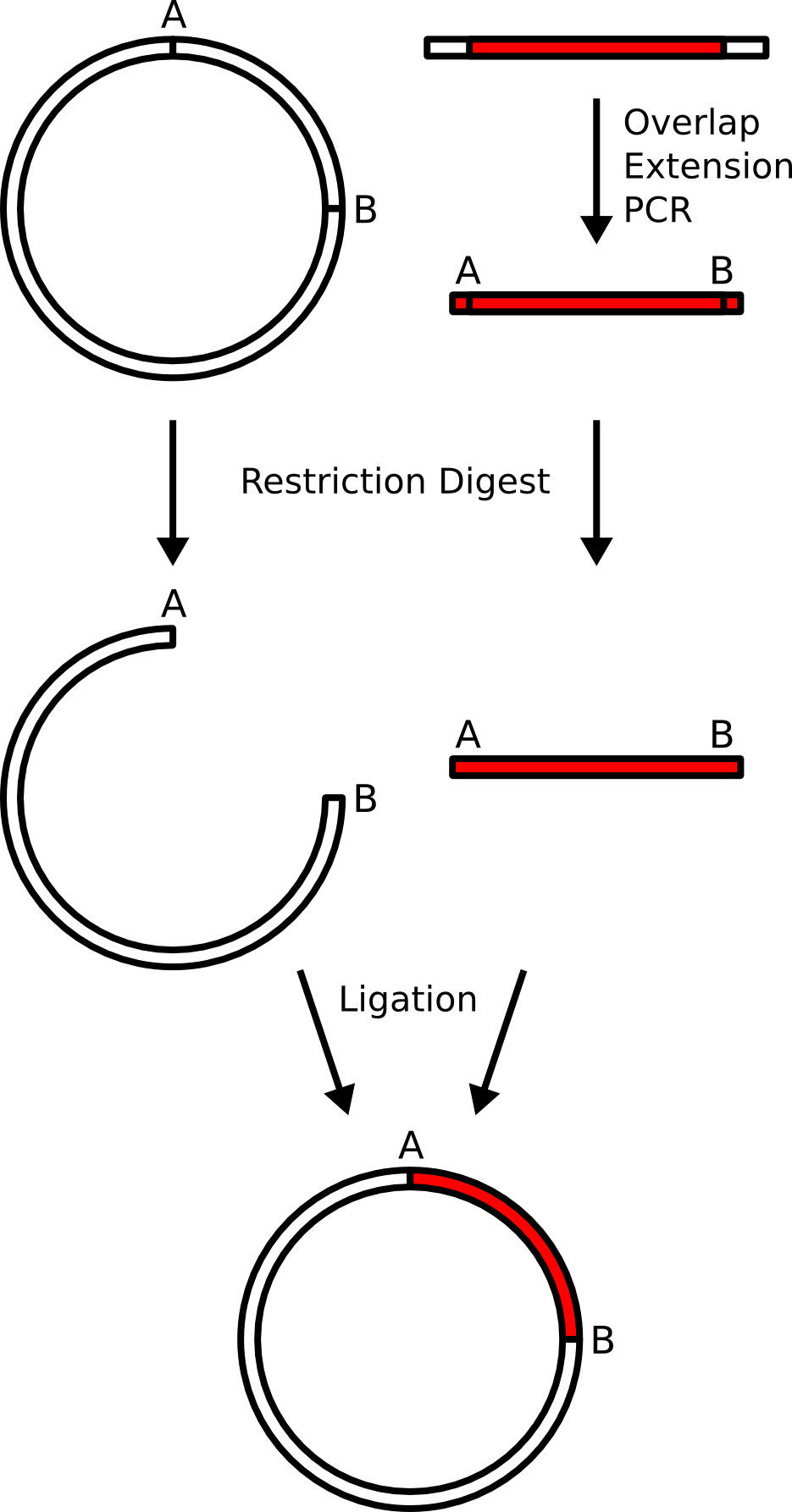
This image diagrams the procedure of subcloning as outlined to the left.

En biología molecular, se denomina subclonaje a la técnica utilizada para mover un gen u otra secuencia de interés desde un vector origen a un vector de destino.
Es importante destacar que aunque similares, la técnica del clonaje y del subclonaje no son lo mismo, pues la segunda ya parte de un gen clonado.

## Procedimiento
Utilizamos enzimas de restricción para extraer el gen de interés del primer vector. Después es purificado de entre todos los restos y fragmentos. Una vez purificados, amplificamos las secuencias mediante PCR.
Simultáneamente utilizamos las mismas enzimas de restricción para cortar el vector de destino. Tenemos que utilizar las mismas enzimas de restricción para generar extremos cohesivos complementarios que faciliten la posterior ligación. Posteriormente purificamos el vector previamente cortado.
Mezclamos el ADN a insertar y el vector tratado con ligasa en una proporción 3:1.

## Amplificación del vector producto
El plásmido producto es usualmente insertado en una bacteria para que cada vez que la bacteria se divida el plásmido se replique también. Después de unas cuantas divisiones celulares habrá suficiente cantidad de plasmido como para poder recolectarlo.

## Selección
Para asegurarnos de que solo las bacterias transformantes recombinantes crezcan, el plásmido destino lleva un marcador genético, como por ejemplo resistencia a antibióticos o la capacidad de metabolizar un compuesto, de ese modo mediante medios selectivos seremos capaces de crecer las bacterias deseadas.